# 5792 Unstrut
Az 5792 Unstrut (ideiglenes jelöléssel 1964 BF) a Naprendszer kisbolygóövében található aszteroida. Freimut Börngen fedezte fel 1964. január 18-án.